# Duamutefe

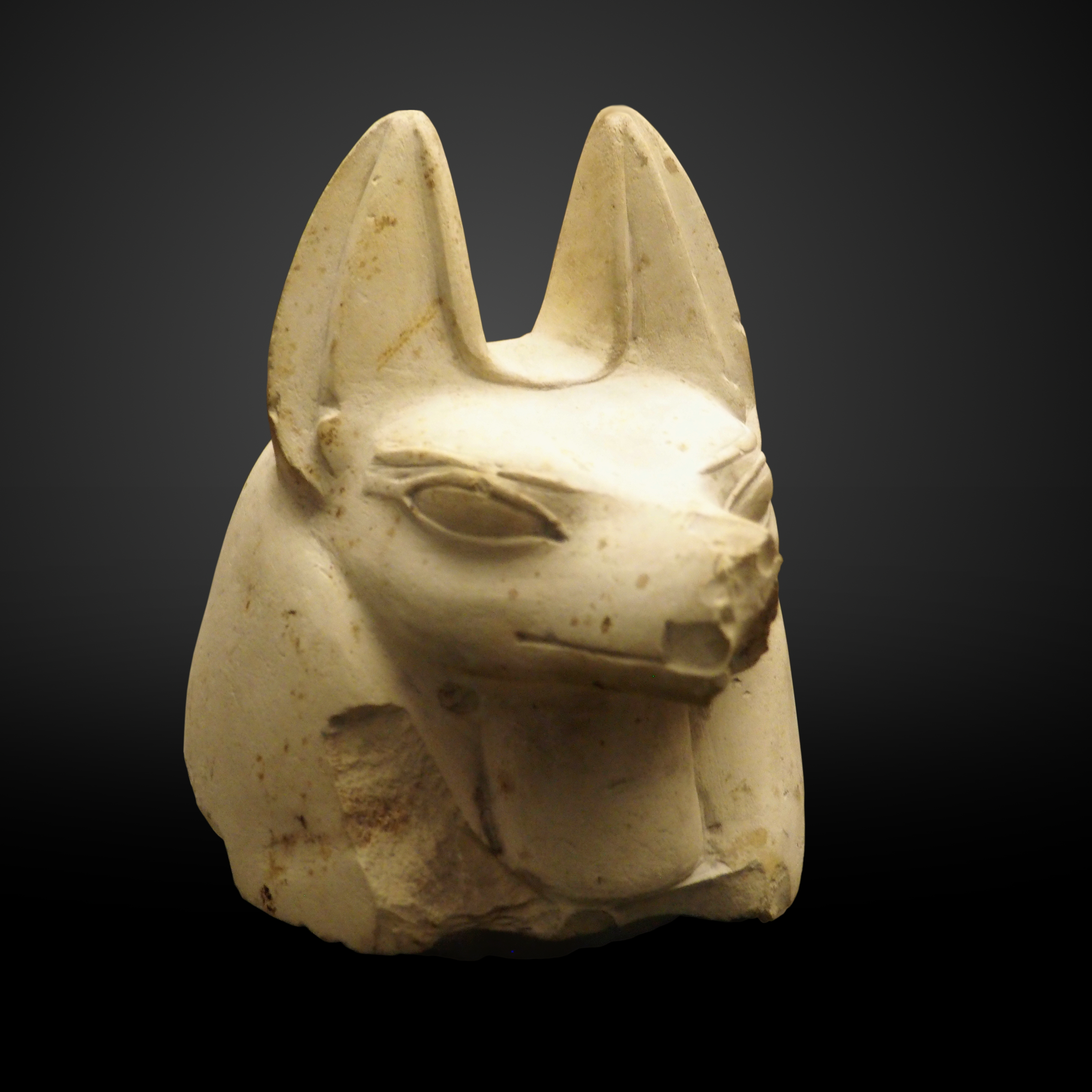
Vaso canópico de Duamutefe.

Duamutefe, na mitologia egípcia, era um dos quatro filhos de Hórus, divindade protetora dos vasos canópicos. Era representado como um chacal, ou um homem com cabeça de chacal, era associado com a direção leste e protegido por Hórus e pela deusa Neite.